# Vassady Khotyotha
Vassady Khotyotha là một chính trị gia người Lào. Bà là đảng viên Đảng Nhân dân Cách mạng Lào. Bà là đại diện của Quốc hội Lào cho tỉnh Attapu (Khu vực 17).